# Noflen BE
| BE ist das Kürzel für den Kanton Bern in der Schweiz. Es wird verwendet, um Verwechslungen mit anderen Einträgen des Namens Noflen zu vermeiden. |

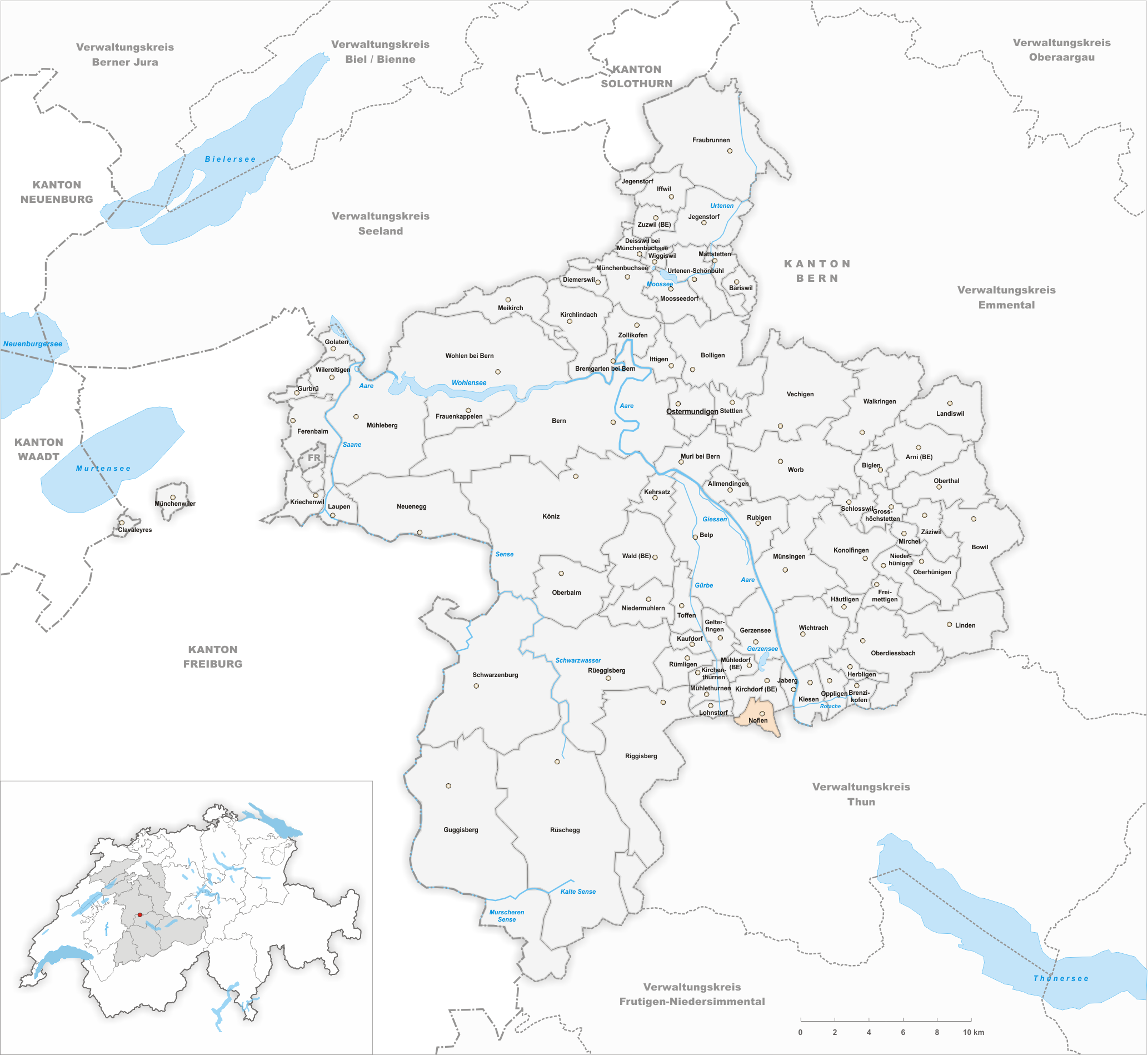
Gemeindestand vor der Fusion am 1. Januar 2018

Noflen ist ein Ort in der politischen Gemeinde Kirchdorf im Verwaltungskreis Bern-Mittelland des Kantons Bern in der Schweiz. Bis zum 31. Dezember 2017 war Noflen eine eigene politische Gemeinde. Am 1. Januar 2018 fusionierte diese mit den Gemeinden Gelterfingen und Mühledorf zur neuen Gemeinde Kirchdorf.

## Geographie
Noflen liegt auf 630 m ü. M., acht Kilometer nordwestlich der Stadt Thun (Luftlinie). Die Streusiedlung ohne eigentlichen Dorfkern erstreckt sich an aussichtsreicher Lage auf dem südlichen Ausläufer des Belpberges zwischen den Talebenen der Gürbe im Westen und der Aare im Osten.
Die Fläche des 2,7 km² grossen Gebiets der ehemaligen Gemeinde umfasst einen Abschnitt der breiten Aaresenke zwischen Bern und Thun. Den zentralen Teil des Gebietes bildet der rund 1 km breite Höhenrücken von Noflen, der die südliche Fortsetzung des Belpberges darstellt, mit den Erhebungen von Häsenen (660 m ü. M.) und Berg (bis 680 m ü. M., höchster Punkt der Gemeinde). Nach Osten reicht Noflen über einen relativ sanft abfallenden Hang in die ehemals sumpfige Talmulde des Limpachs (Zufluss der Aare). Im Westen fällt der Höhenrücken mit einem Steilhang zur Gürbetalebene ab und erstreckt sich über die kanalisierte Müsche bis in die Mitte der hier ungefähr 1,5 km breiten Ebene. Von der Gemeindefläche entfielen 1997 5 % auf Siedlungen, 14 % auf Wald und Gehölze und 81 % auf Landwirtschaft.
Die Noflen besteht aus den Weilern Oberdörfli (630 m ü. M.) und Unterdörfli (612 m ü. M.) auf dem Höhenrücken, Stoffelsrüti (580 m ü. M.) leicht erhöht am westlichen Rand der Limpachsenke sowie aus einigen Hofgruppen und Einzelhöfen. Nachbargemeinden bzw. ‑orte von Noflen sind Kirchdorf (Ortsteil), Uttigen, Uetendorf, Seftigen und Burgistein.

## Bevölkerung
Mit 300 Einwohnern (Stand 31. Dezember 2017) gehörte Noflen zu den kleinen Gemeinden des Kantons Bern. Von den Bewohnern waren im Jahr 2000 99,2 % deutschsprachig, und 0,8 % sprachen Albanisch. Die Bevölkerungszahl von Noflen belief sich 1850 auf 241 Einwohner, 1900 auf 207 Einwohner. Im Verlauf des 20. Jahrhunderts pendelte sie stets im Bereich zwischen 210 und 260 Personen.

## Wirtschaft
Noflen war bis in die zweite Hälfte des 20. Jahrhunderts ein vorwiegend durch die Landwirtschaft geprägtes Dorf. Noch heute haben der Ackerbau und der Gemüsebau (insbesondere Kohlpflanzungen) im Gürbetal sowie die Milchwirtschaft und die Viehzucht einen wichtigen Stellenwert in der Erwerbsstruktur der Bevölkerung. Einige weitere Arbeitsplätze sind im lokalen Kleingewerbe und im Dienstleistungssektor vorhanden. In den letzten Jahrzehnten hat sich das Dorf dank seiner attraktiven Lage zu einer Wohngemeinde entwickelt. Viele Erwerbstätige sind deshalb Wegpendler, die hauptsächlich in den grösseren Ortschaften der Umgebung, in der Agglomeration Bern oder im Raum Thun arbeiten.

## Verkehr
Noflen liegt abseits der grösseren Durchgangsstrassen an einer Verbindungsstrasse von Kirchdorf nach Seftigen. Der nächste Anschluss an die Autobahn A6 (Bern–Thun) befindet sich rund 7 km vom Ortskern entfernt. Noflen besitzt keine Anbindung an das Netz des öffentlichen Verkehrs.

## Geschichte
Die erste urkundliche Erwähnung des Ortes erfolgte 1250 unter dem Namen Novelon. Später erschienen die Bezeichnungen Noflon (1260), Nofflen (1312) und Nofflon (1356). Der Ortsname geht auf das lateinische Wort novale (Brachfeld) zurück.
Das Gebiet von Noflen gehörte früher zum Machtbereich der Freiherren von Kramburg. Unter der Berner Herrschaft (seit der Reformation 1528) war es dem Landgericht Seftigen unterstellt. Nach dem Zusammenbruch des Ancien Régime (1798) gehörte Noflen während der Helvetik zum Distrikt Seftigen und ab 1803 zum Oberamt Seftigen, das mit der neuen Kantonsverfassung von 1831 den Status eines Amtsbezirks erhielt. Zu einer Gebietserweiterung kam es 1948, als die vorher zur Gemeinde Jaberg gehörende Exklave Stoffelsrüti der Gemeinde Noflen angegliedert wurde.

## Sehenswürdigkeiten
In den Weilern und Hofgruppen sind charakteristische Bauernhäuser im Berner Stil aus dem 18. Jahrhundert erhalten, darunter ein Holzhaus in Hochstudkonstruktion mit einem Trittofen. Noflen besitzt keine eigene Kirche, es gehört zur Kirchgemeinde Kirchdorf.